# 阳阳铁路
阳阳铁路是广茂铁路的支線，於2001年12月開通，連接中國廣東陽江阳春市、阳东县、江城区到达阳江港，全长63.21公里，按国铁二级标准设计。